# Уналашка (аэропорт)
Аэропорт Уналашка имени Тома Мадсена (англ. Unalaska Airport; ИАТА: DUT, ИКАО: PADU, FAA LID: DUT) — коммерческий аэропорт, расположенный в городе Уналашка на острове Амакнак (гряда Алеутских островов, штат Аляска, США). Порт находится примерно в 80 километрах по дуге большого круга к востоку от побережья острова Уналашка (Берингово море), в 1290 километрах к юго-западу от Анкориджа и в 3140 километрах от Сиэтла.
Морской порт города и его инфраструктура носит официальное название «Датч-Харбор», которое распространяется и на часть Уналашки, расположенной на острове Амакнак и соединённой с городом посредством моста через гавань, а также на территорию бывшей военно-морской базы ВМС США. Вследствие этого, аэропорт Уналашки часто называют Аэропортом «Датч-Харбор».
В 2002 году по распоряжению властей штата Аляска аэропорт изменил собственное официальное название на Аэропорт имени Тома Мадсена в честь профессионального пилота местных линий, разбившегося в авиакатастрофе 2002 года. Несмотря на смену официального названия, Федеральное управление гражданской авиации США продолжает использовать прежнее имя «Аэропорт Уналашка».
Регулярные пассажирские перевозки в Аэропорту имени Тома Мадсена выполняет региональная авиакомпания PenAir, являющаяся код-шеринговым партнёром магистрального перевозчика Alaska Airlines.

## История

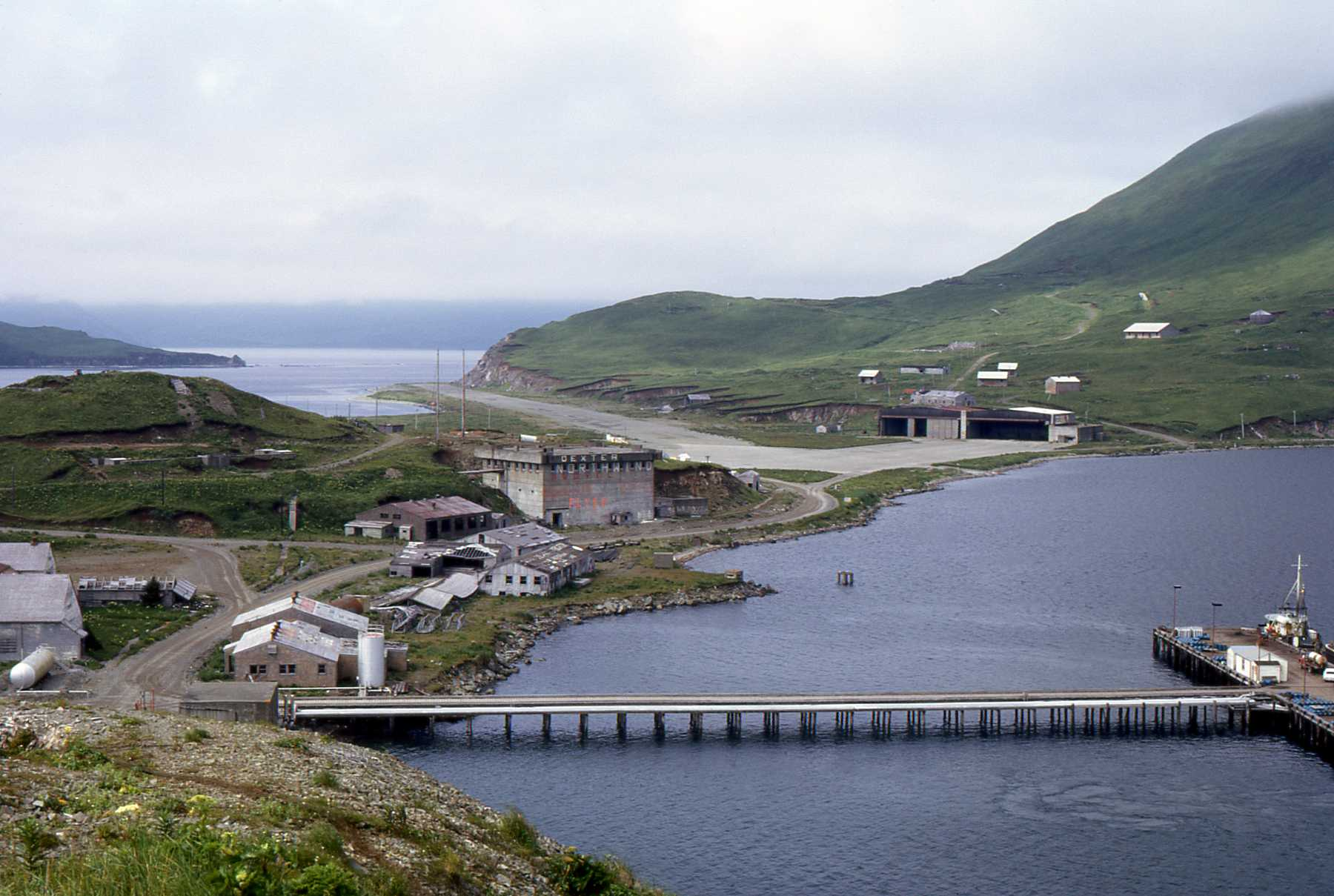
Брошенные строения, бараки и взлетно-посадочная полоса бывшей военно-морской базы «Датч-Харбор» ВМС США (август 1972 г.)

Единственная взлетно-посадочная полоса на Уналашке до конца второй мировой войны принадлежала базе «Датч-Харбор» военно-морских сил США. После ухода военных полоса была передана в эксплуатацию Алеутским Авиалиниям (Reeve Aleutian Airways). Полоса долгое время оставалась грунтовой, пока впоследствии ликвидации базы и передачи её бывших активов в коммерческое использование не была замощена и не был построен новый терминал.

## Операционная деятельность
В период с 31 декабря 2007 по 31 декабря 2008 года аэропорт Уналашка обработал 744 операции взлётов и посадок самолётов (в среднем 62 операции ежемесячно), из них 80 % пришлось на регулярные коммерческие перевозки, 13 % — на рейсы аэротакси и 7 % рейсов составил авиация общего назначения.
Аэропорт Уналашка эксплуатирует одну взлётно-посадочную полосу:
- 12/30 размерами 1189 x 30 метров с асфальтовым покрытием.